# 古灿雄
古燦雄（英語：Ku Chan Hung），香港知名國畫家、書法家及藝術家，為香港永久居民。古燦雄醉心於畫作逾50年，並一直活躍至今。

## 藝術生涯
古氏自16歲開始跟隨著名國畫家—黃啟先生學習國畫，經修煉多年中國傳統國畫的山水和花鳥等，取得卓越的學習成就。
後來古氏跟隨油畫名家—袁志良先生習畫，憑藉全面的藝術經驗及技巧，擔任其畫室首要導師。
古氏畫齡已有五十年以上，桃李滿門。擅長油畫、國畫、書法、山水、花鳥，更愛寫生，年青時愛到處遊歷、攀山涉水尋找新鮮的角度及不同的創作靈感，作品曾多次獲獎，並為香港藝術館及海内外文藝機構所收藏。